# Métagnomie
La métagnomie (ou cryptesthésie) est la connaissance  de choses réputées inconnaissables selon l'expérience ou le sens communs : faits du passé cachés ou du futur, fait se déroulant actuellement dans un autre lieu, pensées d'autrui... Elle couvre donc divers phénomènes de la parapsychologie, tels que la voyance, la clairvoyance, la rétrovision, la télépathie, etc.

## Origine et définition
Le mot a été créé par Émile Boirac à partir des racines grecques μέτα (au-delà) et γνώσή (connaissance), soit « au-delà de la connaissance » ou, librement traduit, « connaissance supra-normale ». Ce mot a donné naissance à deux dérivés : « métagnome » : celui qui est doué de cette faculté et « métagnomique » : ce qui se réfère à cette faculté.   
Pour Robert Amadou, ce terme devrait être remplacé par celui, plus adapté, de « métagnosie ».